# Queen's Park Savannah
Queen's Park Savannah Es un parque en Puerto España, en Trinidad y Tobago. Conocido coloquialmente simplemente como The Savannah ("la sabana"), constituye el espacio abierto más grande de Puerto España y el de mayor tráfico. Ocupa aproximadamente 260 acres (1,1 kilómetros cuadrados) de tierra llana, y alrededor del perímetro tiene aproximadamente 2,2 millas (3,5 km). Una vez una plantación de azúcar, fue comprado por el Ayuntamiento en 1817 a la familia Peschier (a excepción de una pequeña parcela cerca de su centro que sirvió de cementerio a los Peschier, que permanece en manos privadas).